# Paths, Prints
Albums de Jan Garbarek
Eventyr
(1981) Wayfarer
(1983)
Paths, Prints est un album du saxophoniste norvégien Jan Garbarek, paru en 1982 sur le label Edition of Contemporary Music. C'est un disque en quartet avec Jan Garbarek au saxophone ténor et soprano, Bill Frisell à la guitare, Eberhard Weber à la contrebasse, et Jon Christensen à la batterie. Le disque est enregistré en décembre 1981 au Talent Studio, Oslo, par Jan Erik Kongshaug.

## Description
La couverture de l'album est une photo de Petra Nettelbeck, montrant une route toute droite, sans véhicules, dans un paysage désertique et montagneux.

### Musiciens
- Jan Garbarek - saxophone ténor, saxophone soprano, flûtes, percussions
- Bill Frisell - guitare
- Eberhard Weber - contrebasse
- Jon Christensen - batterie, percussions

### Titres
| No | Titre                 | Durée |
| -- | --------------------- | ----- |
| 1. | The Path              | 7:11  |
| 2. | Footprints            | 10:06 |
| 3. | Kite Dance            | 5:35  |
| 4. | To B.E.               | 3:10  |
| 5. | The Move              | 6:39  |
| 6. | Arc                   | 5:01  |
| 7. | Considering The Snail | 6:30  |
| 8. | Still                 | 6:18  |